# أندريه بروكيو
أندريه بروكيو (بالإنجليزية: André Brochu)‏ (3 مارس 1942، سانت أوستاش في كندا)؛ شاعر، أستاذ جامعي، كاتب وروائي كندي.